# World Series of Darts 2022
Die World Series of Darts 2022 war eine Serie von Einladungsturnieren der Professional Darts Corporation (PDC). Insgesamt fanden inklusive der World Series of Darts Finals 2022 sieben Turniere statt. Nachdem die World Series 2020 komplett und die World Series 2021 bis auf zwei Turniere ausgefallen ist, wurden alle Turniere außerhalb Europas auf das Jahr 2022 verschoben. 
Die Spieler führte die Turnierserie 2022 Jahr in die Vereinigten Staaten, nach Dänemark, Australien, Neuseeland und in die Niederlande.

## Teilnehmer
Acht Startplätze pro Turnier wurden von der PDC per Wildcard vergeben. Insgesamt sechs Spieler nahmen an allen Turnieren teil, darunter die Top 5 der PDC Order of Merit. Die weiteren Startplätze wurden an regionale Spieler vergeben, teilweise per Qualifier.
Wildcards:
- Peter Wright
- Gerwyn Price
- Michael van Gerwen
- Fallon Sherrock
- James Wade
- Michael Smith

## Format
Bei jedem Turnier nahmen 16 Spieler teil. Gesetzt waren immer die Topspieler der PDC. Das restliche Feld wurde durch lokale Teilnehmer aufgefüllt, die als ungesetzte Spieler antraten. Für jede erreichte Runde erhielten die Teilnehmer Punkte, die in eine eigene Rangliste einflossen. Diese wiederum bestimmte über die Teilnehmer der World Series of Darts Finals.
Die Turniere wurden allesamt im K.-o.-System gespielt. Spielmodus bei allen Turnieren war ein best of legs. Die Distanz der best of legs stieg im Turnierverlauf an und war bei den Turnieren unterschiedlich.

## Spielorte
Die zehnte World Series of Darts wurde in Dänemark, den Vereinigten Staaten, Australien, Neuseeland und der Niederlande ausgetragen.
| Wollongong |

| Townsville |

| Hamilton |

| Kopenhagen |

| New York City |

| Amsterdam |

## Preisgeld
Bei jedem Turnier wurden insgesamt £ 60.000 an Preisgeld ausgeschüttet. Das Preisgeld verteilte sich unter den Teilnehmern wie folgt:
| Position (Anzahl der Spieler) | Position (Anzahl der Spieler) | Preisgeld |
| ----------------------------- | ----------------------------- | --------- |
| Gewinner                      | (1)                           | £ 20.000  |
| Finalist                      | (1)                           | £ 10.000  |
| Halbfinalisten                | (2)                           | £ 5.000   |
| Viertelfinalisten             | (4)                           | £ 2.500   |
| Achtelfinalisten              | (8)                           | £ 1.250   |
|                               |                               |           |
|                               |                               | £ 60.000  |

Da es sich um Einladungsturniere handelte, wurden die erspielten Preisgelder bei der Berechnung der PDC Order of Merit nicht berücksichtigt.

## Ergebnisse
| Nr. | Datum             | Event                         | Austragungsort                                             | Sieger                | Ergebnis | Finalist             |
| --- | ----------------- | ----------------------------- | ---------------------------------------------------------- | --------------------- | -------- | -------------------- |
| 1   | 3.–4. Juni        | US Darts Masters              | New York City, Madison Square Garden                       | Michael Smith         | 8 : 4    | Michael van Gerwen   |
| 2   | 10.–11. Juni      | Nordic Darts Masters          | Kopenhagen, Forum Kopenhagen                               | Dimitri Van den Bergh | 11 : 5   | Gary Anderson        |
| 3   | 24.–25. Juni      | Dutch Darts Masters           | Amsterdam, Ziggo Dome                                      | Dimitri Van den Bergh | 8 : 2    | Dirk van Duijvenbode |
| 4   | 12.–13. August    | Queensland Darts Masters      | Townsville, Townsville Entertainment and Convention Centre | Michael van Gerwen    | 8 : 5    | Gerwyn Price         |
| 5   | 19.–20. August    | New South Wales Darts Masters | Wollongong, WIN Entertainment Centre                       | Jonny Clayton         | 8 : 1    | James Wade           |
| 6   | 26.–27. August    | New Zealand Darts Masters     | Hamilton, Globox Arena                                     | Gerwyn Price          | 8 : 4    | Jonny Clayton        |
| 7   | 16.–18. September | World Series of Darts Finals  | Amsterdam, AFAS Live                                       | Gerwyn Price          | 11 : 10  | Dirk van Duijvenbode |

## Rangliste

### Punktesystem
Die Ergebnisse der einzelnen Turniere bildeten eine eigene Rangliste. Die ersten acht Spieler dieser Liste waren automatisch für die World Series of Darts Finals im September qualifiziert.
Die Rangliste wurde nach folgendem Punktesystem erstellt:
| Runde         | Punkte |
| ------------- | ------ |
| Sieg          | 12     |
| Finale        | 8      |
| Halbfinale    | 5      |
| Viertelfinale | 3      |
| Achtelfinale  | 1      |

### Endstand der Rangliste
- Endstand nach dem New Zealand Darts Masters[4]

| Platz | Spieler               | Punkte |
| ----- | --------------------- | ------ |
| 1.    | Dimitri Van den Bergh | 35     |
| 2.    | Gerwyn Price          | 34     |
| 3.    | Michael Smith         | 29     |
| 4.    | Michael van Gerwen    | 28     |
| 5.    | Jonny Clayton         | 25     |
|       | James Wade            | 25     |
| 7.    | Joe Cullen            | 13     |
| 8.    | Gary Anderson         | 11     |
| 9.    | Fallon Sherrock       | 10     |
| 10.   | Peter Wright          | 9      |
| 11.   | Dirk van Duijvenbode  | 8      |
| 12.   | Simon Whitlock        | 7      |
|       | Gordon Mathers        | 7      |
| 14.   | Danny Noppert         | 5      |
| 15.   | Haupai Puha           | 4      |
| 16.   | 7 Spieler             | 3      |
| 23.   | 3 Spieler             | 2      |
| 26.   | 23 Spieler            | 1      |

## Kyle Anderson Trophy
Die Kyle Anderson Trophy ist ein spezieller neu eingeführter Preis, der in Gedenken an den 2021 verstorbenen australischen Dartspieler Kyle Anderson von der PDC geschaffen wurde. Er wurde an den ozeanischen Spieler verliehen, welcher über die drei in Australien und Neuseeland ausgetragenen World Series-Turniere die besten Ergebnisse erzielte. Die dazugehörige Trophäe stellt einen Bumerang dar, der Andersons Aborigines-Herkunft repräsentieren soll.
Nach dem New Zealand Darts Masters entschied die PDC, den Preis Gordon Mathers zu verleihen, nachdem dieser beim Queensland Darts Masters das Halbfinale erreicht hatte.

## Übertragung
Im deutschsprachigen Raum wurden die Veranstaltungen nicht im TV ausgestrahlt, sie waren allerdings auf dem Streaming-Dienst DAZN zu sehen.
International wurden alle Spiele durch die PDC auf livepdc.tv übertragen.